# جون هوغ (سياسي)
جون هوغ (بالإنجليزية: John Hogg)‏ هو نقابي وسياسي أسترالي، ولد في 19 مارس 1949 في بريزبان في أستراليا. حزبياً، نشط في حزب العمال الأسترالي. وقد انتخب President of the Senate (Australia) ‏ (26 أغسطس 2008 – 30 يونيو 2014) وانتخب عضو مجلس الشيوخ الأسترالي ‏ عن دائرة كوينزلاند (1 يوليو 1996 – 30 يونيو 2014).